# Anders Celsius
Anders Celsius (27 de noviembre de 1701-25 de abril de 1744) fue un físico y astrónomo sueco. Es conocido por idear  una escala de temperatura centígrada, aunque diferente a la que se basa el sistema utilizado en la actualidad, pero  se denomina "Celsius" en su memoria. Anders Celsius fue una de las destacadas figuras del círculo de grandes científicos que introdujeron en Suecia las ciencias naturales, la investigación experimental y la visión newtoniana del mundo.
Sobrino de Olof Celsius, catedrático en Uppsala y creador de una escuela de botánica, Anders Celsius se instruyó sobre todo en astronomía, pero, al igual que muchos otros científicos de la época, abarcó muchos otros campos. Fue profesor de astronomía en la Universidad de Uppsala (1730-1744), supervisó la construcción del Observatorio de Uppsala, del que fue nombrado director en 1740. En 1733 publicó una colección de 316 observaciones de auroras boreales e intentó explicar la aurora boreal como un fenómeno atmosférico; aunque su explicación sería desechada, en su tiempo hizo época. En 1736 participó en una expedición a Laponia para medir un arco de meridiano terrestre, lo cual confirmó la teoría de Newton de que la Tierra se achataba en los polos. Falleció pocos años después de la construcción del Observatorio de Uppsala, con tan sólo 42 años de edad, víctima de una tuberculosis aguda.

## Semblanza
Fue profesor de astronomía en la Universidad de Upsala (1730-1744), supervisando la construcción del Observatorio de Upsala, del que fue nombrado director en 1740. En 1733 publicó una colección de 316 observaciones de auroras boreales. En 1736 participó en una expedición a Laponia para medir un arco de meridiano terrestre, que confirmó la teoría de Isaac Newton de que la Tierra se achataba en los polos.
En una memoria que presentó a la Academia de Ciencias Sueca propuso su escala centígrada de temperaturas, aunque diferente a la conocida posteriormente como escala Celsius.
Celsius murió el 25 de abril de 1744 víctima de tuberculosis.

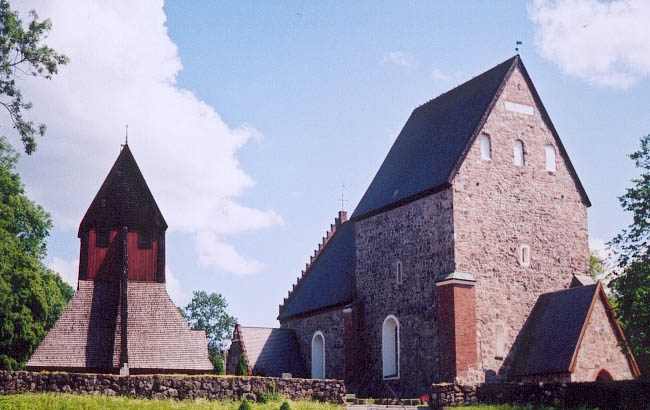
Celsius está enterrado en una iglesia de Gamla Uppsala, junto a su abuelo.

## Escala centígrada
Durante el siglo XVII un termómetro era graduado como "frío" colocándolo en una cueva y "caliente" exponiéndolo a los rayos del sol estival o sobre la piel caliente de una persona. Más tarde, el francés Réaumur lo graduó respecto a la temperatura en la que se congela el agua a nivel del mar y en la del agua al hervir a nivel del mar, con una  escala que iba de 0 a 80 grados.
En Suecia se utilizaba la escala de Fahrenheit, pero en 1742, Celsius propuso sustituir esa escala alemana por otra, inversa, en la que la temperatura 100 °C correspondía al punto de congelación del agua a nivel del mar, mientras que la temperatura de 0 °C, coincidía con su punto de ebullición al mismo nivel medio marítimo. La escala, por tanto, indicaba un descenso de grados cuando el calor aumentaba, al contrario de como es conocida actualmente. Su compatriota, el científico Carlos von Linneo invertiría esta escala tres años más tarde, aunque la escala resultante ya había sido previamente introducida en Francia por Jean-Pierre Christin en el año 1743.

## Reconocimientos
- La escala de temperatura centígrada se denomina Celsius en su memoria.
- El cráter lunar Celsius lleva este nombre en su honor.